# Acheron
Acheron (МФА: /ˈæ.kəɹ.ən/, /ˈæ.kəɹ.ɔn/) — американская группа, играющая в стиле блэк-дэт-метал. Основана в 1988 году в Питтсбурге Винсентом Кроули, бывшим членом группы Nocturnus. Содержание лирики группы носит выраженную сатанистскую и антихристианскую направленность. Ранние альбомы содержали интерлюдии, написанные Питером Гилмором (в форме цитат из книг Фридриха Ницше и Антона Лавея). Группа названа в честь мифологической реки Ахерон в подземном царстве Аида древнегреческой мифологии, через которую бессмертным перевозчиком Хароном в лодке переправлялись тени умерших.

## Жанр группы
Acheron играет в жанре блэк-дэт-метал. Группа имеет чёткие корни в дэт-метале, так как ей присущи гортанный вокал и быстрый забойный стиль игры на электрогитаре.

## Логотип

Печать Люцифера.

Оригинальный логотип группы, созданный в 1988 году, содержал надпись Acheron и перевёрнутую пентаграмму. Новый логотип, использующийся с 2016 года, более стилизованный и в центре сверху него — печать Люцифера. Винсент Кроули решил сделать не совершенно новый логотип, а создать логотип на основе существующего. Над новым логотипом работал художник Vojtěch Moonroot.

## Связь группы с Церковью Сатаны

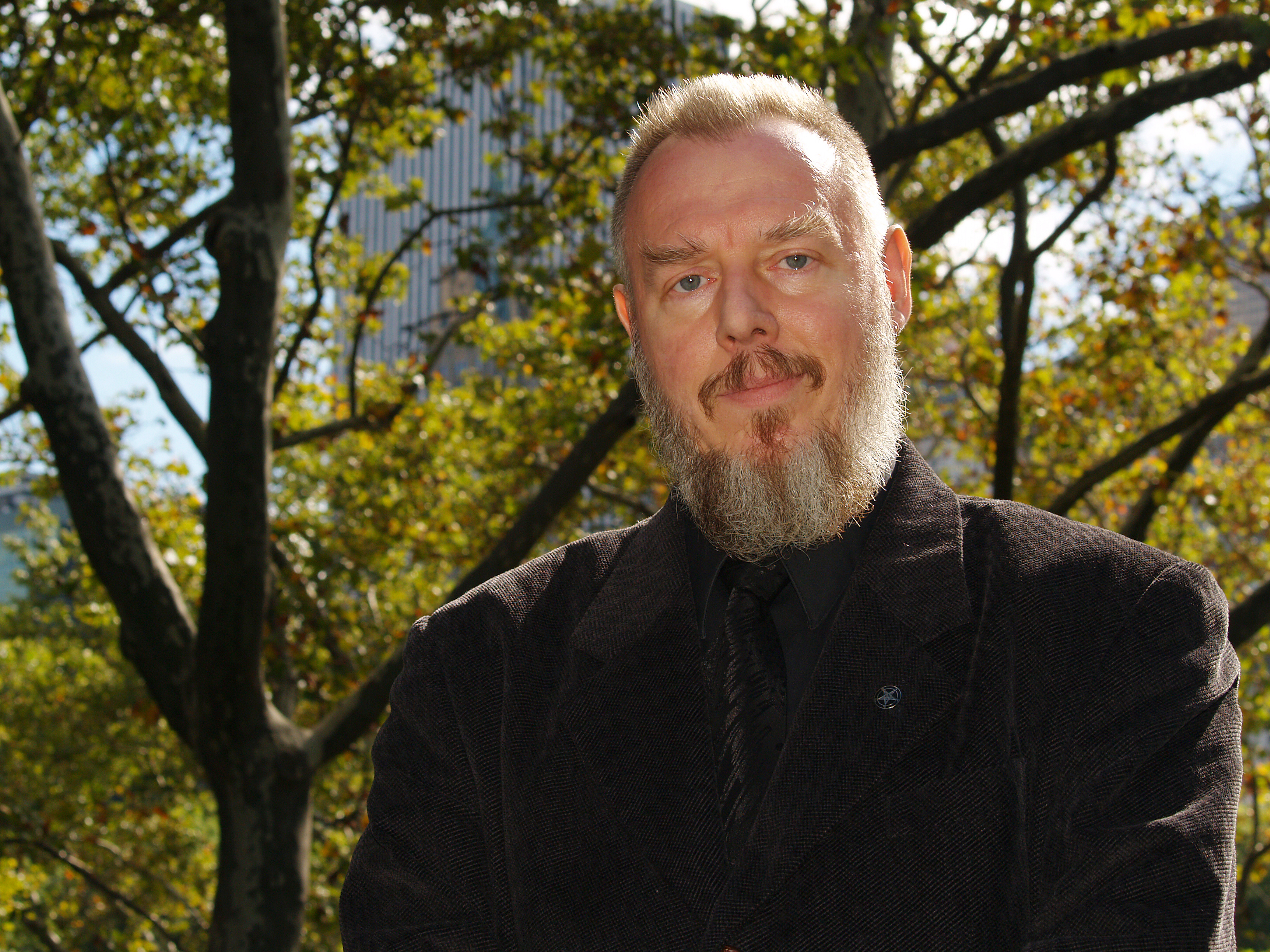
Питер Гилмор, верховный жрец Церкви Сатаны США.

Антон Лавей в одном из интервью заявлял, что Acheron одна из групп, наряду с The Electric Hellfire Club, Nine Inch Nails, Marilyn Manson и King Diamond, которая знает сатанизм и не боится поддерживать его.
От других сатанистских групп 1990-х годов Acheron отличает подлинность материала, в частности, благодаря участию известного жреца Церкви Сатаны Питера Гилмора, который не только давал советы насчёт текстов песен, но и самолично записывал «intro» (вступления) к песням. Кроме зачитывания текстов во вступлениях, Гилмор исполнял атмосферные композиции на музыкальной клавиатуре. Его вступления, например, содержатся в альбомах «Rites of the Black Mass» (с англ. — «Обряды чёрной мессы») 1992 года, «Hail Victory» (с англ. — «Слава победе») 1995 года и в сборнике «Lex Talionis / Satanic Victory» (с англ. — «Закон возмездия. Сатанинская победа») 2010 года.
Винсент Кроули являлся жрецом (англ. Priest) Церкви Сатаны, затем был посвящён Антоном Лавеем в четвёртую ступень активного членства в церкви — в магистра (англ. Magister), но в 2000 году Кроули добровольно покинул данную религиозную организацию.
Создатель группы, вокалист и гитарист Винсент Кроули также является основателем антихристианского молодёжного движения «Орден дурного глаза» (англ. «The Order of the Evil Eye»).

## Активность группы
26 апреля 2010 года Винсент Кроули объявил о распаде группы Acheron. Однако, спустя полгода, 27 декабря 2010 года, была анонсирована информация о том, что группа восстановлена и через 4 года вышел новый альбом — «Kult Des Hasses».

## История
Первый демоальбом «Messe Noir» (с фр. — «Чёрная месса») был выпущен ограниченным тиражом в 666-экземпляров бельгийским лейблом Reaper Records. Затем Acheron подписали контракт с лейблом Turbo Music/JL America Records, записали в 1991, а в 1992 выпустили первый студийный альбом «Rites of the Black Mass» (с англ. — «Обряды чёрной мессы»), который сочетал готические/оркестровые интерлюдии перед каждой песней с традиционными текстами для чёрной мессы. В данном альбоме присутствует песня на енохианском языке — «The Enochian Key», являющаяся пятым «енохианским ключом» из «Сатанинской библии» Антона Лавея.
Группа Acheron после выпуска первых альбомов была приглашена на радио, и участвовала в дебатах с евангельским христианином Бобом Ларсоном. Тема нового альбома Acheron попалась на глаза американскому ток-шоу под названием «Cristina», транслирующемуся по NBC. Кроули узнал об этом и полетел в Майами, штат Флорида, чтобы публично обсудить свои взгляды на сатанинскую музыку. Клип из шоу с участием Винсента Кроули позже появился на «Entertainment Tonight», во время повествования о ток-шоу «Cristina».
Сингл «Alla Xul» 1992 года и одноимённая песня означает «злой дух» в шумеро-аккадской мифологии. Данный сингл был издан Gutted Records (который позже стал «Metal Merchant»). «Alla Xul» — альбом на виниловых пластинках «7″ сингл». Первые 500 пластинок были выпущены в кроваво-красном виниле, всего было выпущено 1000 экземпляров. Песня «Alla Xul» также встречается в последующем студийном альбоме «Hail Victory».
В 1994 Acheron выпустила мини-CD «Satanic Victory» (с англ. — «Сатанинская победа») и альбом «Lex Talionis» (с англ. — «Закон возмездия») под лейблом Lethal Records. Когда «Satanic Victory» был выпущен, всё было не так, как рассчитывала группа, поэтому Acheron собрали новую версию альбома и выпустили его на лейбле Metal Merchant Records. Эта новая версия включает в себя 2 дополнительных песни из «Alla Xul 7″» , а также вступления к песням и завершающий трек, записанный Питером Гилмором. Им были записаны «Nine Satanic Statements» Антона Лавея в качестве вступлений.
Антон Лавей продолжал следить за прогрессом Кроули, как в музыкальном творчестве, так и в качестве представителя сатанизма, и в 1994 году Лавей назначил Кроули жрецом (англ. Priest) Церкви Сатаны. Позже Кроули был продвинут в иерархии до магистра (англ. Magister). Признание Винсента Кроули в Церкви произошло гораздо раньше того момента, когда Marilyn Manson был назначен в ней жрецом. Acheron упоминается Антоном Лавеем в книге «Говорит Сатана!».

Сейчас, в ваши Последние Времена, вы вините дэт-метал и его влияние на молодёжь. Вас беспокоит качество и содержимое их песен. Вы требуете предупреждающей маркировки на обложках кассет. Вы тупицы. <…> ВЫ заполнили медийное пространство вашим пониманием «сатанизма», к примеру какие звуки издают одержимые бесами. ВЫ заставили молодёжь восстать против установленных ВАМИ эстетических стандартов, но вы до сих пор жалуетесь, что они тяготеют к Slayer, Ozzy, Electric Hellfire Club, Mercyful Fate, Deicide, Marilyn Manson, Acheron, Morbid Angel. Знаете что? Я считаю эти группы великолепными.
Оригинальный текст (англ.)«Now, in your End Times, you blame Death Metal and its influence on youth. You fret over the quality and content of their sounds. You demand warning labels on shrink-wrap. You silly mush-heads. <…> YOU provided media saturation informing them what “real” Satanists do, what kind of noises they make when possessed. YOU encouraged them to rebel by the aesthetic standards YOU provided, and still you grouse when they gravitate to Slayer, Ozzy, Electric Hellfire Club, Mercyful Fate, Deicide, Marilyn Manson, Acheron, Morbid Angel. Do you know what? I think those bands are great.»— Антон Лавей, «Говорит Сатана!»
Альбом «Hail Victory» (с англ. — «Слава победе») 1995 года на обложке содержит перевёрнутую пентаграмму, нарисованную членом Церкви Сатаны Diabolos Rex в стиле Гигера.
В конце 1995 года появилось несанкционированное видео с Acheron под названием «Lust, Sin, Chaos, and Blasphemy» (с англ. — «Похоть, Грех, Хаос и Богохульство»), в котором использовались 14 песен Acheron и интервью с Винсентом Кроули. Затем ещё вышел сиквел к этому видео от Natas Productions. Acheron не имеет отношения к производству этих фильмов и их песни использовались без согласования.
Альбом «Anti-god, Anti-christ» (с англ. — «Анти-бог, Антихрист») 1996 года от лейбла Moribund Records включает рисунки Diabolos Rex: фантасмагорическое сочетание змей, костей, клыков, рогов и проч. Альбом содержит такие песни, как «Fuck the Ways of Christ» (с англ. — «На хуй Пути Христа»), «Shemhamforash (The Ultimate Blasphemy)» (с англ. — «Шемхамфораш (максимальное богохульство)»), «Blessed by Damnation» (с англ. — «Благословенный проклятием»), «Baptism for Devlyn Alexandra» («Крещение Девлин Александры»), «Total War» (с англ. — «Тотальная война»). Песня «Baptism for Devlyn Alexandra» связана с сатанинским «крещением» дочери Винсента Кроули и посвящена ей. Альбом «Anti-god, Anti-christ» получил множество отличных отзывов от фэнзинов и журналов по всему миру. В это же время британский Blackened Records выпустила компакт-диск «2-в-1» «Lex Talionis» и «Satanic Victory». Это издание получило широкое распространение.
Непримиримый противник Acheron Боб Ларсон позже получил своё собственное телешоу в популярной христианской сети вещания — TBN. Ларсон пригласил Кроули в Техас для того, чтобы провести очередные дебаты. Кроули принял его предложение. После окончания теле-шоу в Техасе, Ларсон назвал Кроули «злейшим рок-музыкантом в Америке».
Спустя некоторое время после дебатов, Acheron записали свой следующий полноформатный альбом «Those Who Have Risen» (1998 год), который был основан на учении и мифах Храма Вампира (англ. The Temple of the Vampire). Первоначально этот альбом, описывающий настоящий вампиризм, должен был быть выпущен через лейбл Moribund Records, однако возникли некоторые трудности, в итоге «Those Who Have Risen» выпустили Full Moon Productions. Merciless Records выпустили компакт-диск ограниченным тиражом под названием «Necromanteion Communion», в котором был заглавный трек и кавер-версия на «Raise the Dead» Bathory.
Full Moon Productions также выпустило ограниченный коллекционный альбом под названием «Compendium Diablerie: The Demo Days» в 2001 году, который содержит 21 демо-аудиозапись периода 1989—1995 годов.
Acheron c 2000-х годов были представлены в сотнях журналов и фэнзинов со всего мира, включая Grimoire of Exalted Deeds, Metal Maniacs, Sounds of Death, Scapegoat, Pit Magazine, Ablaze!, Deftone и многих других.
На обложке студийного альбома «Rebirth: Metamorphosing Into Godhood» (с англ. — «Перерождение: Метаморфоза в Божество») 2003 года изображена женщина, рождающая Дьявола с когтями и рогами, каменный алтарь красный от крови, а вокруг перевёрнутые кресты на мантиях трёх людей, окружающих женщину. Альбом содержит такие песни, как «Church of One» (с англ. — «Церковь одного»), «Xomaly», «Golgotha’s Truth» (с англ. — «Правда Голгофы»), «The 9th Gate» (с англ. — «Девятые врата») и другие.
Последний студийный альбом «Kult Des Hasses» 2014 года имеет название на немецком и переводится как «Культ ненависти».
23 февраля 2018 года вышел ре-релиз дебютного альбома «Rites of the Black Mass», обновлённый Томом Палмсом, выпущенный под лейблом Vic Records. Включены буклет и вкладыши, а также интервью с Винсентом Кроули, и бонус — «promo 1990».

## Состав

### Группа в настоящее время
- Винсент Кроули (англ. Vincent Crowley) — основатель группы, басист, вокалист, автор текстов и музыки (с 1988 года)
- Арт Тейлор (англ. Art Taylor) — гитарист (2009—2010, 2012 — настоящее время)
- Шон Котрон (англ. Shaun Cothron) — гитарист (2011—2012, 2014 — настоящее время)
- Брэндон Хау (англ. Brandon Howe) — барабанщик (2014 — настоящее время)

### Бывшие участники
- Аарон Вернер (англ. Aaron Werner) — клавишник (2001—2005);
- Адина Блейз (англ. Adina Blase) — клавишник (1998—1999);
- Бен Мейер (англ. Ben Meyer) — гитарист (1998);
- Билл «Белиал» Коблак (англ. Bill “Belial” Koblak) — гитарист (1988—1991);
- Билл Тейлор (англ. Bill Taylor) — гитарист (1999);
- Брайан Хипп (англ. Bryan Hipp) — гитарист (1998) (умер в 2006);
- Даниэль Зинк (англ. Daniel Zink) — барабанщик (2001);
- Джеймс Стросс (англ. James Strauss) — барабанщик (1996—1999);
- Джо Оливер (англ. Joe Oliver) — барабанщик (1995);
- Джон Скотт (англ. John Scott) — клавишник (1996—1998);
- Джонатан Ли (англ. Jonathan Lee) — барабанщик (1998—1999);
- Дэвид Смит (англ. David Smith) — бас-гитарист (1988—1991);
- Кайл Северн (англ. Kyle Severn) — барабанщик (2002—2014);
- Майкл Броунинг (англ. Michael Browning) — барабанщик (1992—1994);
- Майкл Смит (англ. Michael Smith) — вокалист (1988—1990);
- Майкл Эстес (англ. Michael Estes) — ведущий гитарист (1996—1999, 2001—2004);
- Макс Отуорт (англ. Max Otworth) — гитарист (2006—2012);
- Пит Слэйт (англ. Pete Slate) — гитарист (1991—1992);
- Питер Х. Гилмор (англ. Peter H. Gilmore) — клавишник (1988—1989);
- Рианнон Вишневский (англ. Rhiannon Wisniewski) — вокалист (2002);
- Ричард Кристи (англ. Richard Christy) — барабанщик (1996);
- Роберт Орр (англ. Robert Orr) — барабанщик (1991);
- Рон Хог (англ. Ron Hogue) — барабанщик (1989);
- Скотт Плетчер (англ. Scott Pletcher) — барабанщик (2010);
- Тони Блакк (англ. Tony Blakk) — гитарист (1992—1994);
- Тони Лауреано (англ. Tony Laureano) — барабанщик (1998);
- Требор Ладрес (англ. Trebor Ladres) — гитарист (1994—1995);
- Трой Хефферн (англ. Troy Heffern) — бас-гитарист (1996);
- Эрик Стюарт (англ. Eric Stewart) — гитарист (2010);
- Эш Томас (англ. Ash Thomas) — гитарист (2008—2009).

## Дискография
| Дискография Acheron | Дискография Acheron                        | Дискография Acheron                  | Дискография Acheron |
| ------------------- | ------------------------------------------ | ------------------------------------ | ------------------- |
| №                   | Студийный альбом                           | Лейбл                                | Год                 |
| 1                   | Rites of the Black Mass                    | Turbo                                | 1992                |
| 2                   | Lex Talionis                               | Lethal Records                       | 1994                |
| 3                   | Satanic Victory                            | Lethal Records                       | 1994                |
| 4                   | Hail Victory                               | Metal Merchant Records               | 1995                |
| 5                   | Anti-god, Anti-christ                      | Moribund Records                     | 1996                |
| 6                   | Those Who Have Risen                       | Full Moon Productions                | 1998                |
| 7                   | Rebirth: Metamorphosing Into Godhood       | Black Lotus Records, The End Records | 2003                |
| 8                   | The Final Conflict: Last Days of God       | Displeased Records                   | 2009                |
| 9                   | Kult Des Hasses                            | Listenable Records                   | 2014                |
| Синглы и EP         |                                            |                                      |                     |
| 1                   | Messe Noir (Live)                          | Без лейбла (самост. релиз)           | 1989                |
| 2                   | Alla Xul                                   | Gutted Records                       | 1992                |
| 3                   | Necromanteion Communion (7″, EP, Ltd, Pic) | Merciless Records                    | 1998                |
| 4                   | Xomaly                                     | Warlord Records                      | 2002                |
| Компиляции          |                                            |                                      |                     |
| 1                   | Compendium Diablerie — The Demo Days       | Full Moon Productions                | 2001                |
| 2                   | Tribute to the Devil’s Music               | Black Lotus Records                  | 2003                |
| 3                   | Decade Infernus 1988—1998                  | Black Lotus Records                  | 2004                |
| 4                   | Lex Talionis / Satanic Victory             | Blackend                             | 2005                |
| 5                   | Lex Talionis / Satanic Victory             | Dying Music                          | 2010                |
| Демозаписи          |                                            |                                      |                     |
| 1                   | Messe Noir                                 |                                      | 1989                |
| 2                   | Promo 1990                                 |                                      | 1990                |
| 3                   | Rites of the Black Mass                    |                                      | 1991                |
| Разное              |                                            |                                      |                     |
| 1                   | 1990 Future Release (Cass, S/Sided, Promo) | Без лейбла (самост. релиз)           | 1990                |
| 2                   | Satanic Supremacy (Cass, Ltd, Num)         | Frozen Darkness Production           | 2008                |

### Видеоклипы
- I Am Heathen (2009; Песня из альбома «The Final Conflict: Last Days of God») на YouTube